# Косино (Закарпатская область)
Косино (укр. Косино) — село в Чинадиевской поселковой общине Мукачевского района Закарпатской области Украины.
Население по переписи 2001 года составляло 1026 человек. Почтовый индекс — 89643. Телефонный код — 3131. Занимает площадь 6,150 км². Код КОАТУУ — 2122786205.